# MRPS35
28S 리보솜 단백질 S35, 미토콘드리아(28S ribosomal protein S35, mitochondrial)는 인간에서 MRPS35 유전자에 의해 암호화되는 단백질이다.
포유류 미토콘드리아 리보솜 단백질은 핵 유전자에 의해 암호화되며 미토콘드리아 내에서 단백질 합성을 돕는다. 미토콘드리아 리보솜은 작은 28S 서브 유닛과 큰 39S 서브 유닛으로 구성된다. 이들은 원핵생물 리보솜과 비교하여 단백질 대 리보솜 RNA 조성이 약 75% 인 것으로 추정되는데, 이 비율은 반대이다. 포유류 미토콘드리아 리보솜과 원핵 생물 리보솜의 또 다른 차이점은 후자에 5S 리보솜 RNA가 포함되어 있다는 것이다. 상이한 종 중에서, 미토콘드리아 리보솜을 포함하는 단백질은 서열 상이하고 때로는 생화학적 특성이 상이하여 서열 상동성에 의한 용이한 인식을 방해한다. 이 유전자는 문헌에서 혼동되는 명명법을 갖는 28S 서브 유닛 단백질을 암호화한다. 이 유전자에 해당하는 슈도 유전자는 염색체 3p, 5q 및 10q에서 발견된다.

## 추가 자료
- “Signal sequence and keyword trap in silico for selection of full-length human cDNAs encoding secretion or membrane proteins from oligo-capped cDNA libraries.”. 《DNA Res.》 12 (2): 117–26. 2007. doi:10.1093/dnares/12.2.117. PMID 16303743.
- “The status, quality, and expansion of the NIH full-length cDNA project: the Mammalian Gene Collection (MGC).”. 《Genome Res.》 14 (10B): 2121–7. 2004. doi:10.1101/gr.2596504. PMC 528928. PMID 15489334.
- “ZNF143 activates gene expression in response to DNA damage and binds to cisplatin-modified DNA.”. 《Int. J. Cancer》 111 (6): 900–9. 2004. doi:10.1002/ijc.20358. PMID 15300802.
- “Identification and characterization of over 100 mitochondrial ribosomal protein pseudogenes in the human genome.”. 《Genomics》 81 (5): 468–80. 2003. doi:10.1016/S0888-7543(03)00004-1. PMID 12706105.
- “Generation and initial analysis of more than 15,000 full-length human and mouse cDNA sequences.”. 《Proc. Natl. Acad. Sci. U.S.A.》 99 (26): 16899–903. 2003. doi:10.1073/pnas.242603899. PMC 139241. PMID 12477932.
- “The human mitochondrial ribosomal protein genes: mapping of 54 genes to the chromosomes and implications for human disorders.”. 《Genomics》 77 (1–2): 65–70. 2001. doi:10.1006/geno.2001.6622. PMID 11543634.
- “Identification of four proteins from the small subunit of the mammalian mitochondrial ribosome using a proteomics approach”. 《Protein Sci.》 10 (3): 471–81. 2001. doi:10.1110/ps.35301. PMC 2374141. PMID 11344316.